# Sisymbrium macroloma
Sisymbrium macroloma är en korsblommig växtart som beskrevs av Auguste Nicolas Pomel. Sisymbrium macroloma ingår i släktet gatsenaper, och familjen korsblommiga växter. Inga underarter finns listade i Catalogue of Life.